# 吉川朋江
吉川 朋江（よしかわ ともえ、1977年11月22日 - ）は、中京圏を拠点に活動している日本のラジオDJ、ナレーター。セイプロダクション所属。

## 来歴
兵庫県神戸市出身。神戸女子短期大学初等教育学科卒業。愛知県名古屋市在住。
結婚前には、近畿地方のラジオ番組やラジオCMを中心に活動。2008年11月22日に結婚したのを機に、中京圏での活動へと移行した。
2009年11月30日に第1子を出産。仕事を続けながらも子供との濃密なコミュニケーションを持ちたいという思いから、ベビーマッサージについて学ぶ。リンパアドバイザーの資格を取得した後、2013年4月7日に第2子を出産した。
第2子の出産直前、マッサージにオイルを使用しない日本式ベビーマッサージの存在を知り、退院後にすぐさま資格を取得。そしてこのマッサージ法を広めるべく、一般社団法人日本式ベビーマッサージ協会を立ち上げた。

## 出演

### ラジオ番組
- Kiss CINDERELLA shopping NIGHT（Kiss-FM KOBE）
- Kiss DAYLIGHT ANGELS（Kiss-FM KOBE）
- BRANDNEW KOBE（Kiss-FM KOBE、2005年10月 - 2008年12月）
- 長谷川穂積のROUND13（Kiss-FM KOBE、2007年10月）
- 海遊館おもしろウォッチング（ラジオ大阪）
- 月極めラジオ（MBSラジオ）
- spice-e（e-radio）
- サ・タ・シ・ガ！（e-radio）
- radio drive → radio drive plus（e-radio） - 水曜パーソナリティ
- パワー・カウントダウン A100（FM AICHI）
- ハートフルスタイル（FM AICHI）
- amano SMILE CAFE（FM AICHI）
- フレッシュ・アップ・アイ（FM AICHI、2011年4月 - 2013年2月） - 金曜パーソナリティ
- CHEERS PROJECT（@FM）
- DAYDREAM MAGIC（FM AICHI）
- Human Cheers Your Way（FM AICHI） - Date fmで放送の『Human Cheers Your Way in SENDAI』、FM-NIIGATAで放送の『Human Cheers Your Way in Niigata』にも出演。
- 痛快！あるあるラジオ（FM AICHI）
- THE TOP PRESENTS 杉ちゃんのバーディーバーディー（FM AICHI）
- 中村保育園 presents スマイルラジオ（FM AICHI）

### ラジオCM
- 玉置成実
- Something ELse
- 東急不動産
- 生活協同組合コープこうべ
- 大阪市保健所
- 近畿大学 春のオープンキャンパス

### コンピュータゲーム
- 実況パワフルプロ野球シリーズ（コナミデジタルエンタテインメント） - ウグイス嬢 役（12 - 2013）
- パワプロクンポケットシリーズ（コナミデジタルエンタテインメント） - ウグイス嬢 役（8 - 9） → 場内アナウンス 役（10 - 14）